# Libnotes (Libnotes) rectangula
Libnotes (Libnotes) rectangula is een tweevleugelige uit de familie steltmuggen (Limoniidae). De soort komt voor in het Australaziatisch gebied.